# Акимова, Вита Владиславовна
Вита Владиславовна Акимова (род. 16 июля 2002, Ноябрьск, Ямало-Ненецкий автономный округ) — российская волейболистка, диагональная нападающая.

## Биография
Начала заниматься волейболом в 8-летнем возрасте в спортивной секции при спорткомплексе «Ямал» г. Ноябрьска. 1-й тренер — М. И. Карпенко. В 2012 году переехала в Сургут, где в местной СДЮШОР «Аверс» продолжила занятия у заслуженного тренера России В. Ю. Шнейдера, а затем у тренера А. И. Гуля. В 2017 году приглашена в Казань, где выступала за фарм-команды ВК «Динамо-Казань» в Молодёжной лиге и высших лигах «А» и «Б» чемпионата России, а в 2019 дебютировала за основную команду в суперлиге. В 2019 и 2020 становилась победителем розыгрышей Кубка России. С января 2021 на правах аренды играла за нижегородскую «Спарту» и в том же году заключила контракт с челябинским «Динамо-Метаром».
В 2022—2023 выступала за французский «Волеро Ле-Канне», в составе которого стала чемпионкой Франции. В 2023 заключила контракт с итальянской «Игор Горгондзолой».
В 2017—2021 выступала за сборные России разных возрастов. Серебряный призёр чемпионата Европы среди младших девушек 2017, чемпионка Европы среди девушек 2018, победитель Европейского юношеского Олимпийского фестиваля 2019, участница чемпионата мира среди девушек 2019, бронзовый призёр молодёжного чемпионата мира 2021 (лучшая диагональная нападающая турнира).

### Клубная карьера
- 2017—2020 —  «Динамо-Казань-УОР» (Казань) — высшие лиги «А» и «Б»;
- 2018—2020 —  «Динамо-Академия-УОР» (Казань) — молодёжная лига;
- 2019—2021 —  «Динамо-Казань»/«Динамо-Ак Барс» (Казань) — суперлига;
- 2021 —  «Спарта» (Нижний Новгород) — суперлига;
- 2021—2022 —  «Динамо-Метар» (Челябинск) — суперлига;
- 2022—2023 —  «Волеро Ле-Канне» (Ле-Канне) — Лига «А» (Франция);
- 2023—2025 —  «Игор Горгондзола» (Новара) — серия «А1» (Италия);
- с 2025 —  «Веро Воллей Милано» (Монца) — серия «А1» (Италия).

## Достижения

### Клубные
- двукратный победитель розыгрышей Кубка России — 2019, 2020.
- победитель (2020) и серебряный призёр (2019) Молодёжной лиги чемпионата России.
- чемпионка Франции 2023.

- победитель розыгрыша Кубка ЕКВ 2025.
- победитель розыгрыша Кубка вызова ЕКВ 2024.

### Со сборными России
- бронзовый призёр чемпионата мира среди молодёжных команд 2021.
- чемпионка Европейского юношеского Олимпийского фестиваля 2019.
- чемпионка Европы среди девушек 2018.
- серебряный призёр чемпионата Европы среди младших девушек 2017.

### Индивидуальные
- 2021: лучшая диагональная нападающая молодёжного чемпионата мира.